# Plaza Isabel la Católica (Caracas)
La Plaza Isabel la Católica es una plaza pública en Caracas, Venezuela en la Avenida Principal de La Castellana. La plaza se encuentra en la zona de negocios de La Castellana y Altamira y conforma una de las rotondas principales de la ciudad.
La plaza mide 75 metros en diámetro y está rodeada por jardines y árboles grandes. En su centro se encuentra una amplia esplanada pavimentada diseñada por el artista Carlos Cruz Diez. En su lado norte se encuentra un monumento a Isabel la Católica, obra de la escultura venezolana Marisol Escobar.
Varios países tienen sus embajadas y consulados en la plaza, incluyendo el Reino de España, Portugal, Reino Unido, Japón y Brasil.

## Monumento a Isabel la Católica

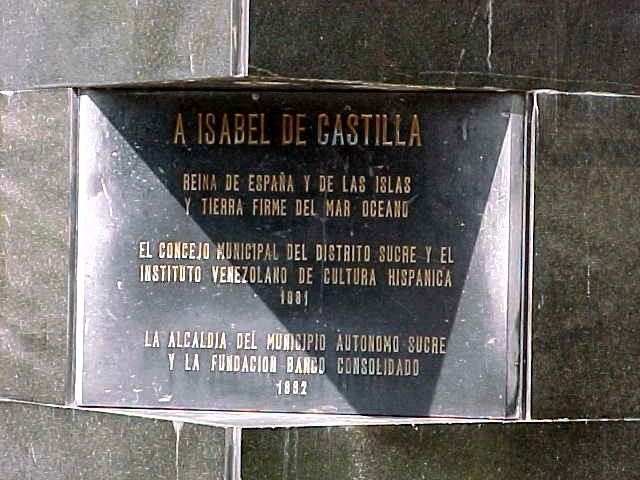
Placa en la base de la estatua de Isabel La Católica.

En el lado norte de la plaza se encuentra la estatua de Isabel la Católica, obra de la escultura venezolana Marisol Escobar (1930-2016). El monumento fue inaugurado por el concejo municipal, el Instituto Venezolano de Cultura Hispánica y la Fundación Banco Consolidado, cuya torre financiera se encuentra en la plaza.
La placa del monumento indica:

A Isabel de Castilla.
Reina de España y de las islas y tierra firme del mar océano.
El concejo municipal del distrito Sucre y el Instituto Venezolano de Cultura Hispánica, 1991.
La alcaldía del municipio autónomo Sucre y la Fundación Banco Consolidado, 1992.

## Galería

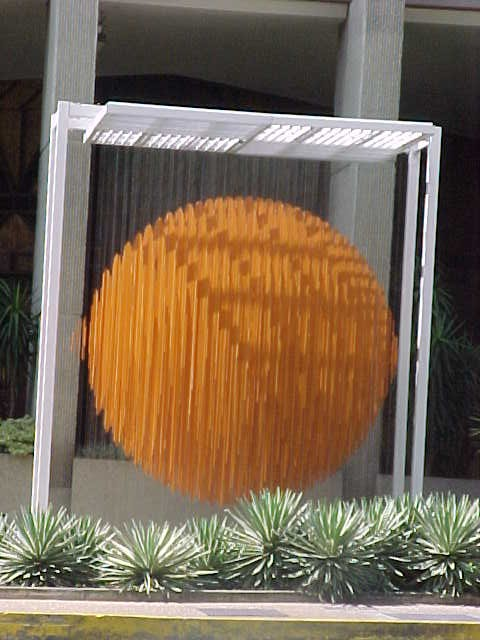
Obra de arte moderno en la plaza.
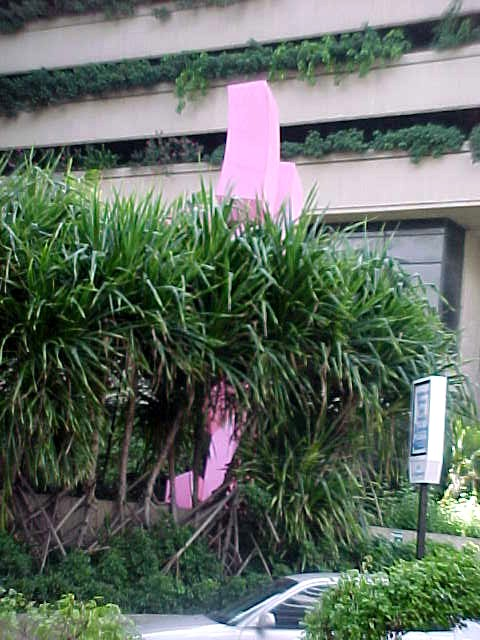
Obra de arte moderno en la plaza.
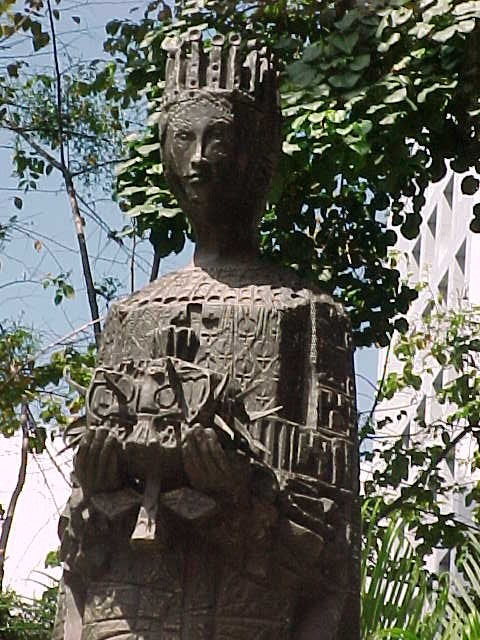
Estatua de Isabel la Católica.